# Уитакер, Форест
Фо́рест Сти́вен Уи́такер (англ. Forest Steven Whitaker; род. 15 июля 1961, Лонгвью, Грегг, Техас, США) — американский актёр, режиссёр, продюсер. Лауреат премий «Оскар», «Золотой глобус», BAFTA и «Эмми». Он стал четвёртым афроамериканцем, получившим «Оскар» за лучшую мужскую роль после Сидни Пуатье, Дензела Вашингтона и Джейми Фокса. Награда досталась ему за роль президента Уганды, генерала Иди Амина, в фильме «Последний король Шотландии» (2006).

## Биография

### Юность
Форест Уитакер родился 15 июля 1961 года в городе Лонгвью, штат Техас и в четыре года вместе с семьёй переехал в Лос-Анджелес, штат Калифорния. Его отец Форест Уитакер-младший (англ. Forest Whitaker, Jr.) был страховым агентом, а мать Лаура Фрэнсис (англ. Laura Francis) получила профессию учителя, окончив два университета, пока росли её дети. У Фореста есть два младших брата Кенн (Kenneth "Kenn" Dwayne; род. 1963) и Дэймон (Damon; род. 1970) и старшая сестра Дэбора (Deborah).
Учился в Пэлисейдской средней школе, где был игроком футбольной команды. Кроме обучения в ней, брал уроки пения и участвовал в мюзиклах. Свою первую роль исполнил в постановке по пьесе Дилана Томаса «Под сенью молочного леса». Окончил школу в 1979 году.
Затем на спортивную стипендию поступил в Калифорнийский политехнический университет в Помоне, который покинул после тяжёлой травмы позвоночника. Позже был принят в консерваторию при Университете Южной Калифорнии для обучения на оперного певца, а затем поступил и на театральный факультет. Также учился в Лондонской драматической студии (отделение в Беркли).

### Карьера в кино
Дебютировал в кино в 1982 году, сыграл футболиста в молодёжной комедии Эми Хекерлинг «Весёлые времена в школе Риджмонт» c Дженнифер Джейсон Ли и Шоном Пенном в главных ролях. В 1986 году снялся в фильме Мартина Скорсезе «Цвет денег» (вместе с Томом Крузом и Полом Ньюманом) и военной драме Оливера Стоуна «Взвод». Через год снялся вместе с Робином Уильямсом в комедии Барри Левинсона «Доброе утро, Вьетнам».
В 1988 году Уитакер снялся вместе с Жан Клодом Ванн Дамом в спортивной драме Кровавый спорт, в том же году исполнил главную роль саксофониста Чарльза Паркера в фильме Клинта Иствуда «Птица». Чтобы вжиться в неё, он запирал себя на чердаке, где были только кровать, диван и саксофон, на котором он параллельно брал уроки игры. Благодаря игре в фильме он получил приз за лучшую мужскую роль на Каннском кинофестивале, а также номинировался на «Золотой глобус». На протяжении 1990-х годов Уитакер продолжал сотрудничать с известными режиссёрами. Нил Джордан пригласил его на роль Джоди в фильме 1992 года «Жестокая игра». Тодд Маккарти из газеты Variety описывал его игру в нём как «потрясающую» и «очень эмоциональную».
В 1999 году Уитакер снялся в роли самурая Пса-призрака в драме Джима Джармуша «Пёс-призрак: Путь самурая». Как и при подготовке к съёмке в «Птице», Уитакер проникался характером своего персонажа, изучал восточную философию и много медитировал. В одном из интервью Джармуш заявил, что создавал персонаж специально под Уитакера. В обзоре газеты «New York Times» было отмечено, что «трудно представить другого актёра, который бы сыграл хладнокровного, жестокого убийцу с такой теплотой и человечностью».
Следующим крупным проектом, в котором участвовал актёр, стал фантастический фильм «Поле битвы: Земля», основанный на одноимённом романе Рона Хаббарда. Картина была подвергнута массовой критике, а кассовые сборы не покрыли и половины средств, потраченных на создание. Фильм получил семь наград премии «Золотая малина», а сам Уитакер номинировался как худший актёр второго плана, но «проиграл» Барри Пепперу.
В 2001 году снялся в 11-минутном фильме Вонга Карвая «Слежка», одном из пяти небольших фильмов, в которых рекламируются автомобили марки BMW. В 2002 году участвовал в триллере Джоэла Шумахера «Телефонная будка» и картине Дэвида Финчера «Комната страха».
Самым успешным для Уитакера стал 2006 год, когда в прокат вышел фильм «Последний король Шотландии», в котором он исполнил главную роль угандийского президента Иди Амина. Для того, чтобы войти в роль, ему пришлось набрать 20 килограммов, научиться играть на аккордеоне, выучить суахили, а также посетить Уганду, чтобы встретиться с жертвами и свидетелями режима Амина. Это был его первый визит в Африку. Уитакер стал обладателем множества наград, таких как «Оскар» за лучшую мужскую роль, «Золотой глобус» за лучшую мужскую роль в драматическом фильме, премии Британской академии кино и телевидения и многих других.
В 2009 году снялся в фантастическом боевике «Потрошители» в компании Джуда Лоу, а в 2010 — в драме «Колыбельная для Пи». В 2011 году Уитакер исполнил главную роль в детективном сериале «Мыслить как преступник. Поведение подозреваемого».
В 2013 году вышел боевик «Возвращение героя» с Арнольдом Шварценеггером. Уитакер сыграл в фильме Джона Баннистера, руководителя спецоперации ФБР. В том же году исполнил главную роль в биографической драме «Дворецкий», а также сыграл в криминальном боевике «Из пекла» в компании таких актёров, как Кристиан Бейл, Вуди Харрельсон, Кейси Аффлек и Уиллем Дефо.
С 2014 по 2016 вышел ряд заметных фильмов при участии Уитакера. Среди них: «Заложница 3», «Левша», «Прибытие» и «Изгой-один. Звёздные войны: Истории».
В 2018 году Уитакер сыграл Зури (старейшину Ваканды и хранителя сердцевидной травы) в супергеройском фильме Marvel Studios «Чёрная пантера».
Весной 2020 года в американский прокат вышла авантюрная комедия «Ограбление президента», в которой Уитакер исполнил роль детектива, расследующего громкое ограбление банка. Фильм основан на реальных событиях.
А также фильм «Город лжи» и сериал «Крестный отец Гарлема».

### Работа на телевидении
В 2002 году Уитакер в качестве рассказчика участвовал в 44 эпизодах сериала «Сумеречная зона». В 2006 году он снимается в роли лейтенанта Джона Каваннана в полицейском сериале «Щит». Осенью того же года начал сниматься в сериале «Скорая помощь» в роли Кёртиса Эймса, за что в 2007 году был номинирован на премию «Эмми», а также снялся в клипе рэпера T.I. на песню «Live in the Sky» вместе с Джейми Фоксом.

### Продюсер и режиссёр
Уитакер начал заниматься продюсированием и режиссированием в начале 1990-х годов. Он стал сопродюсером фильма Билла Дьюка «Ярость в Гарлеме» (1991), в котором исполнил и главную роль. Режиссёрским дебютом актёра стал фильм «В ожидании выдоха» (1995), основанный на одноимённом романе Терри Макмиллан. Известный американский критик Роджер Эберт заметил, что тон фильма соответствует актёрской манере Фореста: «спокойной и уверенной». На песню Уитни Хьюстон «Exhale (Shoop Shoop)», звучащую в фильме, Форест снял клип.
Следующей режиссёрской работой Уитакера стала романтическая комедия «Проблеск надежды» (1998) с Сандрой Буллок и Гарри Конником-младшим в главных ролях. В 2004 году Уитакер снял ещё одну романтическую комедию «Первая дочь» (2004) с Кэти Холмс в главной роли.
В 2002 году стал исполнительным продюсером телефильма «От двери до двери» с Уильямом Мэйси в главной роли. Картина стала обладателем премии «Эмми».

## Личная жизнь
В 1996 году Уитакер женился на бывшей актрисе Кейше Нэш, с которой познакомился на съёмках фильма «Сметённые огнём». У них четверо детей. Уитакер вегетарианец, занимается йогой и имеет чёрный пояс по карате.
Критики и зрители нередко отмечают, что птоз левого глаза Уитакера, врождённое заболевание глазнодвигательного нерва, придаёт ему некую загадочность и шарм, в то время как сам актёр раздумывает[когда?] над возможностью корректировочной операции. Правда, по его заявлению, цель операции медицинская — птоз ухудшает поле зрения и способствует деградации самого зрения.

## Фильмография

### Актёр
| Год          |    | Русское название                    | Оригинальное название             | Роль                    |
| ------------ | -- | ----------------------------------- | --------------------------------- | ----------------------- |
| 1982         | ф  | Весёлые времена в школе Риджмонт    | Fast Times at Ridgemont High      | Чарльз Джефферсон       |
| 1983         | с  | Кегни и Лейси                       | Cagney & Lacey                    | Night Manager           |
| 1984         | с  | Блюз Хилл-стрит                     | Hill Street Blues                 | Флойд Грин              |
| 1985         | с  | Каскадёры                           | The Fall Guy                      | друг                    |
| 1985—1986    | с  | Север и Юг                          | North and South                   | Каффи                   |
| 1986         | с  | Удивительные истории                | Amazing Stories                   | Джерри                  |
| 1986         | ф  | Цвет денег                          | The Color of Money                | Амос                    |
| 1986         | ф  | Взвод                               | Platoon                           | Большой Гарольд         |
| 1987         | ф  | Слежка                              | Stakeout                          | Джек                    |
| 1987         | ф  | Доброе утро, Вьетнам                | Good Morning, Vietnam             | Эдвард Гарлик           |
| 1988         | ф  | Кровавый спорт                      | Bloodsport                        | Роулинз                 |
| 1988         | ф  | Птица                               | Bird                              | Чарли Паркер            |
| 1989         | ф  | Красавчик Джонни                    | Johnny Handsome                   | доктор Стивен Фишер     |
| 1990         | ф  | Трущобы                             | Downtown                          | Деннис Каррен           |
| 1991         | ф  | Ярость в Гарлеме                    | A Rage In Harlem                  | Джексон                 |
| 1991         | ф  | Дневник наёмного убийцы             | Diary Of A Hitman                 | Деккер                  |
| 1992         | ф  | Статья 99                           | Article 99                        | доктор Сид Хэндлмен     |
| 1992         | ф  | Жестокая игра                       | The Crying Game                   | Джоди                   |
| 1992         | ф  | По взаимному согласию               | Consenting Adults                 | Дэвид                   |
| 1993         | тф | Последний свет                      | Last Light                        | Фред Уитмор             |
| 1993         | ф  | Похитители тел                      | Body Snatchers                    | майор Коллинз           |
| 1993         | тф | Шикарная жизнь                      | Lush Life                         | Бадди Честер            |
| 1994         | ф  | Сметённые огнём                     | Blown Away                        | Энтони                  |
| 1994         | ф  | Внутренний враг                     | Enemy Within, The                 | Colonel MacKenzie       |
| 1994         | ф  | Высокая мода                        | Pret-A-Porter                     | Си Бьянко               |
| 1995         | ф  | Дым                                 | Smoke                             | Коул                    |
| 1995         | ф  | Особь                               | Species                           | Дэн Смидсен             |
| 1996         | ф  | Феномен                             | Phenomenon                        | Нэйт Поуп               |
| 1999         | ф  | Пёс-призрак: путь самурая           | Ghost Dog: The Way of the Samurai | Пёс-призрак             |
| 2000         | ф  | Поле битвы: Земля                   | Battlefield Earth                 | Кер                     |
| 2001         | ф  | BMW напрокат                        | The Hire                          | работодатель            |
| 2001         | ф  | Зелёный дракон                      | Green Dragon                      | Эдди                    |
| 2002         | ф  | Комната страха                      | Panic Room                        | Бёрнхэм                 |
| 2002—2003    | с  | Сумеречная зона                     | Twilight Zone                     | Ведущий                 |
| 2003         | ф  | Телефонная будка                    | Phone Booth                       | капитан Рэйми           |
| 2003         | ф  | Вооружённый отпор                   | Deacons for Defense               | Маркус                  |
| 2004         | ф  | Первая дочь                         | First Daughter                    | рассказчик              |
| 2005         | ф  | Прогулка на небеса                  | A Little Trip to Heaven           | Эйб Холт                |
| 2006         | ф  | Топь                                | The Marsh                         | Джеффри Хант            |
| 2006—2007    | с  | Скорая помощь                       | ER                                | Куртис Эймс             |
| 2006         | ф  | Последний король Шотландии          | The Last King Of Scotland         | Иди Амин                |
| 2006         | ф  | Крупная ставка                      | Even Money                        | Клайд Сноу              |
| 2006—2007    | с  | Щит                                 | The Shield                        | Джон                    |
| 2007         | ф  | Воздух, которым я дышу              | The Air I Breathe                 | Счастье                 |
| 2007         | ф  | Большие спорщики                    | The Great Debaters                | Джеймс Фармер           |
| 2007—2009    | мс | Американский папаша!                | American Dad!                     | озвучка                 |
| 2008         | ф  | Точка обстрела                      | Vantage Point                     | Говард Льюис            |
| 2008         | мф | Охотники на драконов                | Chasseurs de dragons              | озвучка                 |
| 2008         | ф  | Полёт длиною в жизнь                | Winged Creatures                  | Чарли Арчиналт          |
| 2008         | ф  | Короли улиц                         | Street Kings                      | капитан Джек Уандер     |
| 2009         | ф  | Окись                               | Powder Blue                       | Чарли                   |
| 2009         | ф  | Там, где живут чудовища             | Where the wild things are         | озвучка                 |
| 2010         | с  | Мыслить как преступник              | Criminal Minds                    | Сэм Купер               |
| 2010         | ф  | Ураганный сезон                     | Hurricane Season                  | Эл Коллинз              |
| 2010         | ф  | Потрошители                         | Repo Men                          | Джейк                   |
| 2010         | ф  | Семейная свадьба                    | Our Family Wedding                | Брэдфорд Бойд           |
| 2010         | ф  | Эксперимент                         | The Experiment                    | Баррис                  |
| 2010         | ф  | Моя любовная песня                  | My Own Love Song                  | Джоуи                   |
| 2011         | ф  | Уловка .44                          | Catch .44                         | Ронни                   |
| 2012         | ф  | Фрилансеры                          | Freelancers                       | Деннис Лару             |
| 2012         | ф  | Тёмная Правда                       | A Dark Truth                      | Франсиско Франсис       |
| 2013         | ф  | Возвращение героя                   | The Last Stand                    | агент Джон Баннистер    |
| 2013         | ф  | Теория заговора (Зулу)              | Zulu                              | Али Сокхела             |
| 2013         | ф  | Дворецкий                           | The Butler                        | Сесил Гейнс             |
| 2013         | ф  | Из пекла                            | Out of the Furnace                | Уэсли Барнс             |
| 2013         | ф  | Випака                              | Repentance                        | Энджел Санчес           |
| 2014         | ф  | Двое в городе                       | Two Men in Town                   | Уильям Гарнетт          |
| 2015         | ф  | Заложница 3                         | Taken 3                           | Фрэнк Доцлер            |
| 2015         | ф  | Левша                               | Southpaw                          | Титус «Тик» Уиллс       |
| 2016         | ф  | Прибытие                            | Arrival                           | полковник Вебер         |
| 2016         | ф  | Изгой-один. Звёздные войны: Истории | Rogue One: A Star Wars Story      | Со Геррера              |
| 2016         | с  | Корни                               | Roots                             | Скрипач                 |
| 2018         | ф  | Чёрная пантера                      | Black Panther                     | Зури                    |
| 2019 — н. в. | с  | Крёстный отец Гарлема               | Godfather of Harlem               | Бампи Джонсон           |
| 2020         | ф  | Ограбление президента               | Finding Steve McQueen             | детектив Говард Ламберт |
| 2021         | ф  | Респект                             | Respect                           | Ч.Л. Франклин           |
| 2022—2025    | с  | Андор                               | Andor                             | Со Геррера              |
| 2023         | с  | Экстраполяции                       | Extrapolations                    | Август Боло             |
| 2025         | ф  | Опустошение                         | Havoc                             | Лоуренс Бомонт          |

#### Компьютерные игры
- Star Wars Jedi: Fallen Order (2019) — Со Геррера

## Награды и номинации
Перечислены основные награды и номинации. Полный список см. на IMDb.com

### Награды
- 1988 Премия Каннского кинофестиваля — лучшая мужская роль в фильме «Птица»
- 2007 Премия «Оскар» — лучшая мужская роль в фильме «Последний король Шотландии»
- 2007 Премия «Золотой глобус» — лучшая мужская роль в фильме «Последний король Шотландии»
- 2007 Премия «BAFTA» — лучшая мужская роль в фильме «Последний король Шотландии»
- 2022 Почетная «Золотая пальмовая ветвь» Каннского кинофестиваля за выдающиеся заслуги в кинематографе[24]

### Номинации
- 1989 Премия «Золотой глобус» — лучшая мужская роль в фильме «Птица»